# Santa Maria delle Grazie a Toledo (Nápoly)
A Santa Maria delle Grazie a Toledo egy templom Nápolyban a Via Toledón. 1628-ban építették a teatinus szerzetesek Santa Maria di Loreto néven. 1721-ben átépítették. A teatinusok városból való kitiltása után 1806-ban, a templom a bíróság tulajdonába került. 1835-ben ismét az egyház tulajdonába került, a Hét Fájdalom Testvériségének birtokába, amelyet kiköltöztettek korábbi templomából, melyet lebontottak, helyet csinálva a San Francesco di Paola bazilikának. II. Ferdinánd király uralkodása idején újította fel a templomot Carlo Parascaldo. Belső díszítései közül figyelemreméltó Giuseppe Sanmartino főoltára (1759), valamint Tito Angeli, Tommaso de Vivo és Gennaro Maldarelli festményei.

## További információ
- A Wikimédia Commons tartalmaz Santa Maria delle Grazie a Toledo témájú kategóriát.